# اومئو، ویکتوریا
اومئو (به انگلیسی: Omeo) یک منطقهٔ مسکونی در استرالیا است که در ویکتوریا (استرالیا) واقع شده‌است.